# Texmaker
Texmaker – wieloplatformowy wolny edytor LaTeX. Jest dostępny na licencji GNU General Public License.